# John Thach
John Smith „Jimmy” Thach (n. 19 aprilie 1905, Pine Bluff⁠(d), Arkansas, SUA – d. 15 aprilie 1981, Coronado⁠(d), California, SUA) a fost un as al aviației SUA în perioada celui de-al Doilea Război Mondial cu importanță deosebită în dezvoltarea tacticilor luptelor aeriene.
El a dezvoltat Bucla Thach, o procedură prin care avioanele americane care la începutul războiului aveau performanțe mai slabe decât avioanele japoneze puteau contracara performanțele superioare ale avioanelor inamice.
Mai târziu tot Thach a dezvoltat Marea pătură albastră, un sistem de apărare aeriană combinată ale mai multor nave împotriva atacurilor kamikaze.